# أحمد حسن محمد
أحمد حسن محمد لاعب كرة قدم قطري لعب سابقاً في نادي الريان .